# Sainte-Foy-d'Aigrefeuille
Pour les articles homonymes, voir Sainte-Foy et Aigrefeuille.
Sainte-Foy-d'Aigrefeuille est une commune française située dans le nord-est du département de la Haute-Garonne, en région Occitanie.
Sur le plan historique et culturel, la commune est dans le Lauragais, l'ancien « Pays de Cocagne », lié à la fois à la culture du pastel et à l’abondance des productions, et de « grenier à blé du Languedoc ». Exposée à un climat océanique altéré, elle est drainée par la Marcaissonne, la Saune, le ruisseau de Saint-Julia et par divers autres petits cours d'eau. La commune possède un patrimoine naturel remarquable composé d'une zone naturelle d'intérêt écologique, faunistique et floristique.
Sainte-Foy-d'Aigrefeuille est une commune rurale qui compte 2 512 habitants en 2022, après avoir connu une forte hausse de la population depuis 1962. Elle fait partie de l'aire d'attraction de Toulouse. Ses habitants sont appelés les Saint-Foyens ou  Saint-Foyennes.

## Géographie

### Localisation
La commune de Sainte-Foy-d'Aigrefeuille se trouve dans le département de la Haute-Garonne, en région Occitanie.
Sur le plan historique et culturel, Sainte-Foy-d'Aigrefeuille fait partie du Lauragais, occupant une vaste zone, autour de l’axe central que constitue le canal du Midi, entre les agglomérations de Toulouse au nord-ouest et Carcassonne au sud-est et celles de Castres au nord-est et Pamiers au sud-ouest. C'est l'ancien « Pays de Cocagne », lié à la fois à la culture du pastel et à l’abondance des productions, et de « grenier à blé du Languedoc ».
Elle se situe à 15 km à vol d'oiseau de Toulouse, préfecture du département, et à 5 km d'Escalquens, bureau centralisateur du canton d'Escalquens dont dépend la commune depuis 2015 pour les élections départementales.
La commune fait en outre partie du bassin de vie de Toulouse.
Les communes les plus proches sont : 
Préserville (2,6 km), Odars (2,8 km), Aigrefeuille (3,1 km), Saint-Pierre-de-Lages (3,2 km), Auzielle (3,5 km), Lauzerville (3,8 km), Lanta (4,1 km), Fourquevaux (4,1 km).
Sainte-Foy-d'Aigrefeuille est limitrophe de huit autres communes.
| Aigrefeuille | Drémil-Lafage             | Saint-Pierre-de-Lages |
| Lauzerville  | Sainte-Foy-d'Aigrefeuille | Lanta                 |
| Auzielle     | Odars                     | Préserville           |

### Géologie et relief
La superficie de la commune de Sainte-Foy-d'Aigrefeuille est de 968 hectares. Son altitude varie de 152  à   240 mètres.

### Hydrographie

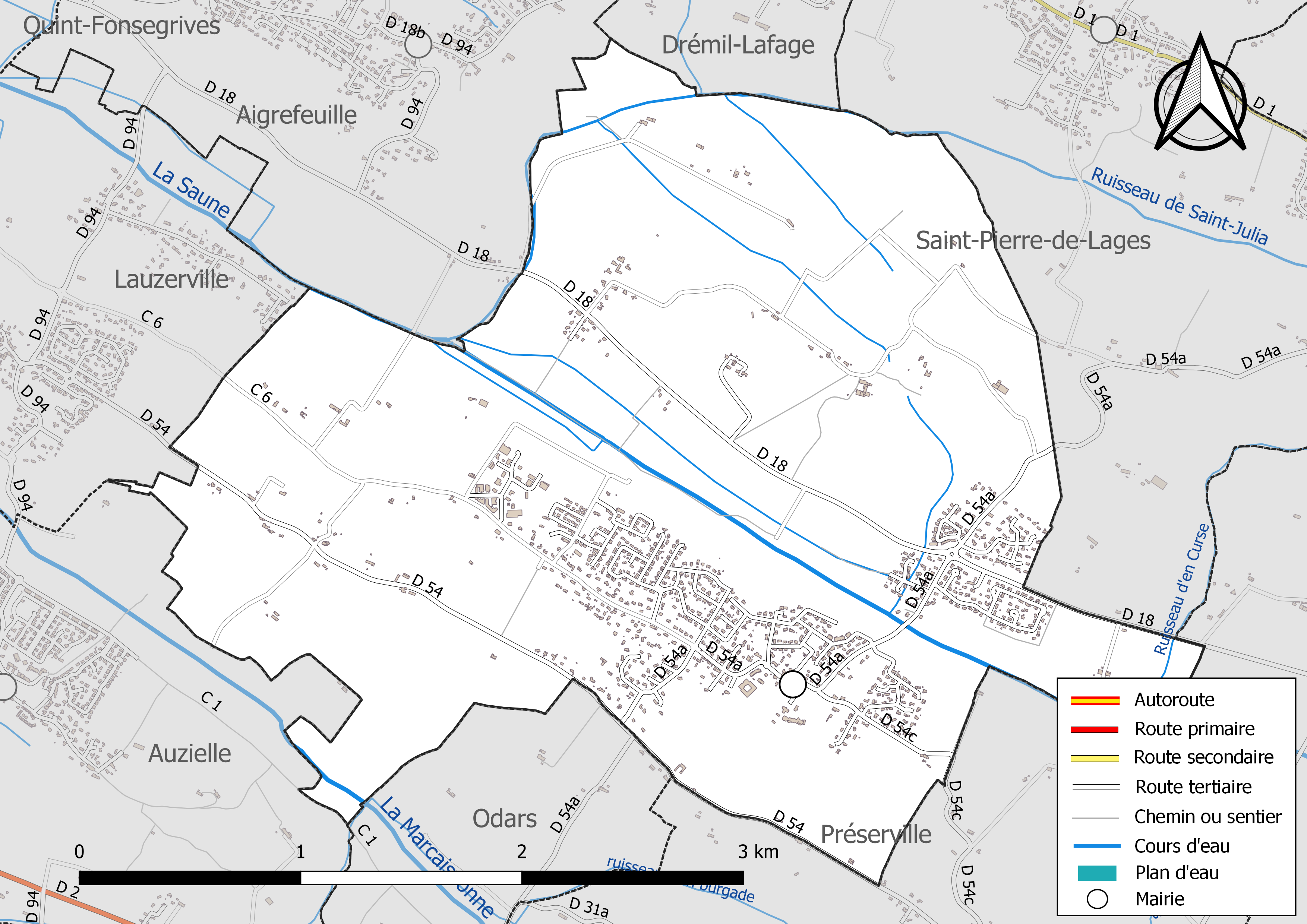
Réseaux hydrographique et routier de Sainte-Foy-d'Aigrefeuille.

La commune est dans le bassin de la Garonne, au sein du bassin hydrographique Adour-Garonne. Elle est drainée par la Marcaissonne, la Saune, le ruisseau de Saint-Julia, le ruisseau d'en Curse, le ruisseau des Bassouas et par divers petits cours d'eau, constituant un réseau hydrographique de 13 km de longueur totale,.
La Marcaissonne, d'une longueur totale de 26,5 km, prend sa source dans la commune Beauville (Canton de Revel) et  s'écoule du sud-est vers le nord-ouest. Elle traverse la commune et se jette dans l'Hers-Mort à Toulouse, après avoir traversé 14 communes.
La Saune, d'une longueur totale de 31,8 km, prend sa source dans la commune de Vaux et s'écoule vers le sud-est. Elle traverse la commune et se jette dans l'Hers-Mort à Toulouse, après avoir traversé 18 communes.

### Climat
Pour des articles plus généraux, voir Climat de l'Occitanie et Climat de la Haute-Garonne.
En 2010, le climat de la commune est de type climat du Bassin du Sud-Ouest, selon une étude s'appuyant sur une série de données couvrant la période 1971-2000. En 2020, Météo-France publie une typologie des climats de la France métropolitaine dans laquelle la commune est exposée à un climat océanique altéré et est dans la région climatique Aquitaine, Gascogne, caractérisée par une pluviométrie abondante au printemps, modérée en automne, un faible ensoleillement au printemps, un été chaud (19,5 °C), des vents faibles, des brouillards fréquents en automne et en hiver et des orages fréquents en été (15 à 20 jours).
Pour la période 1971-2000, la température annuelle moyenne est de 13,4 °C, avec une amplitude thermique annuelle de 16 °C. Le cumul annuel moyen de précipitations est de 701 mm, avec 9,1 jours de précipitations en janvier et 5,3 jours en juillet. Pour la période 1991-2020, la température moyenne annuelle observée sur la station météorologique la plus proche, située sur la commune de Ségreville à 12 km à vol d'oiseau, est de 13,4 °C et le cumul annuel moyen de précipitations est de 747,6 mm,. Pour l'avenir, les paramètres climatiques de la commune estimés pour 2050 selon différents scénarios d’émission de gaz à effet de serre sont consultables sur un site dédié publié par Météo-France en novembre 2022.

### Milieux naturels et biodiversité

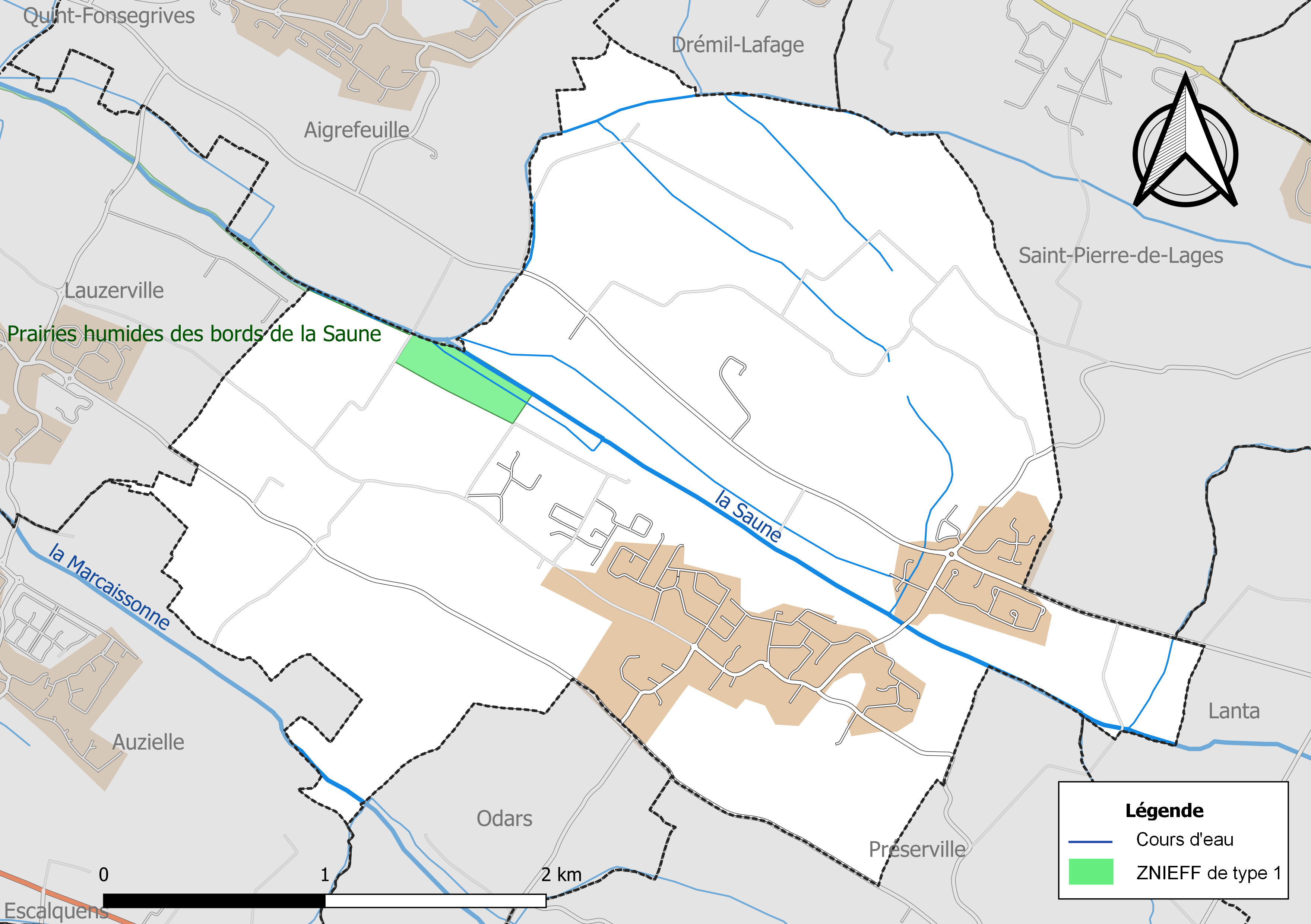
Carte de la ZNIEFF de type 1 localisée sur la commune.

L’inventaire des zones naturelles d'intérêt écologique, faunistique et floristique (ZNIEFF) a pour objectif de réaliser une couverture des zones les plus intéressantes sur le plan écologique, essentiellement dans la perspective d’améliorer la connaissance du patrimoine naturel national et de fournir aux différents décideurs un outil d’aide à la prise en compte de l’environnement dans l’aménagement du territoire.
Une ZNIEFF de type 1 est recensée sur la commune :
les « prairies humides des bords de la Saune » (47 ha), couvrant 5 communes du département.

## Urbanisme

### Typologie
Au 1er janvier 2024, Sainte-Foy-d'Aigrefeuille est catégorisée bourg rural, selon la nouvelle grille communale de densité à sept niveaux définie par l'Insee en 2022.
Elle est située hors unité urbaine. Par ailleurs la commune fait partie de l'aire d'attraction de Toulouse, dont elle est une commune de la couronne,. Cette aire, qui regroupe 527 communes, est catégorisée dans les aires de 700 000 habitants ou plus (hors Paris),.

### Occupation des sols

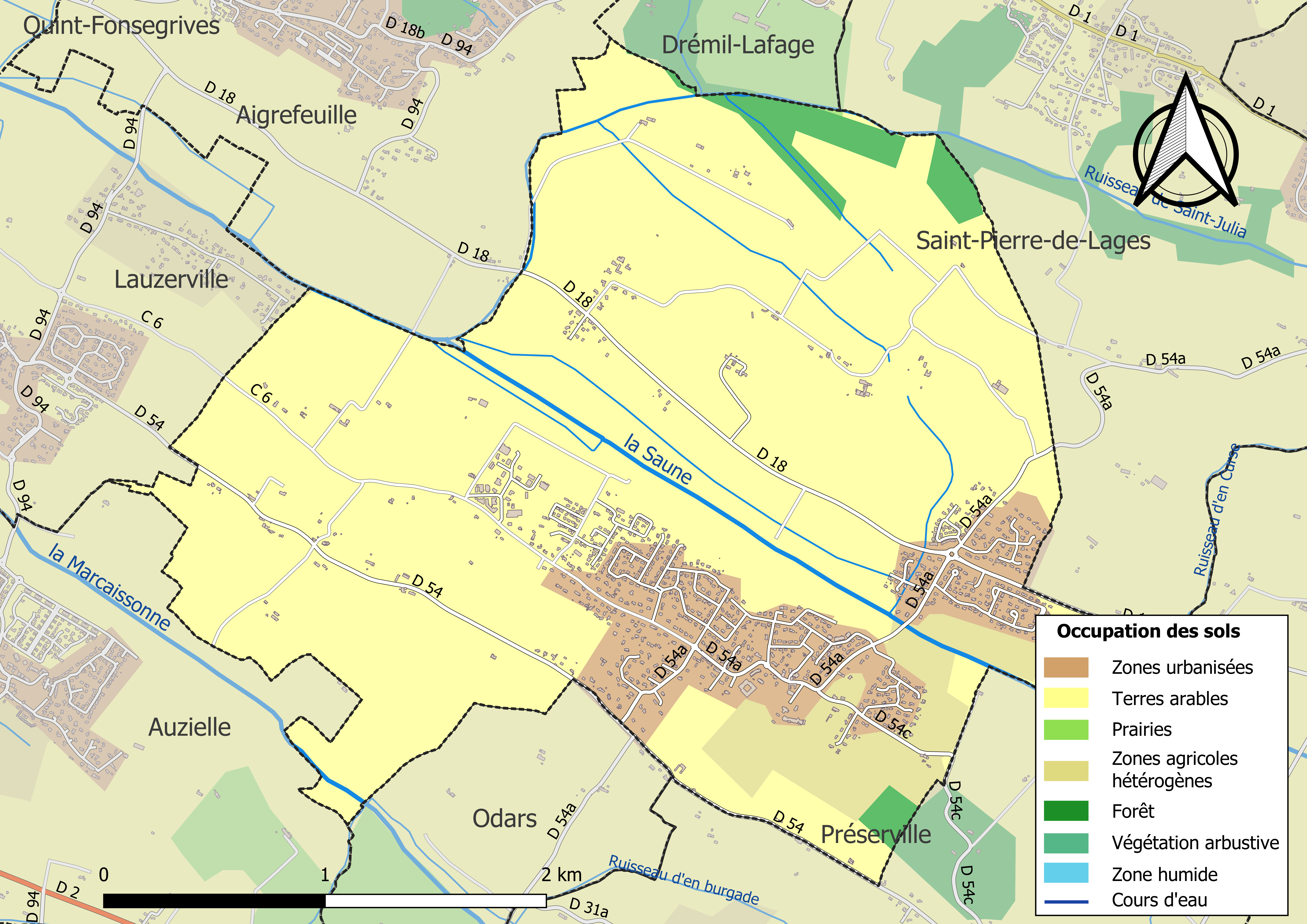
Carte des infrastructures et de l'occupation des sols de la commune en 2018 (CLC).

L'occupation des sols de la commune, telle qu'elle ressort de la base de données européenne d’occupation biophysique des sols Corine Land Cover (CLC), est marquée par l'importance des territoires agricoles (81,2 % en 2018), en diminution par rapport à 1990 (93,8 %). La répartition détaillée en 2018 est la suivante : 
terres arables (75,6 %), zones urbanisées (13,5 %), zones agricoles hétérogènes (5,6 %), forêts (2,7 %), zones industrielles ou commerciales et réseaux de communication (2,6 %). L'évolution de l’occupation des sols de la commune et de ses infrastructures peut être observée sur les différentes représentations cartographiques du territoire : la carte de Cassini (XVIIIe siècle), la carte d'état-major (1820-1866) et les cartes ou photos aériennes de l'IGN pour la période actuelle (1950 à aujourd'hui).

### Risques majeurs
Le territoire de la commune de Sainte-Foy-d'Aigrefeuille est vulnérable à différents aléas naturels : météorologiques (tempête, orage, neige, grand froid, canicule ou sécheresse), inondations et séisme (sismicité très faible). Un site publié par le BRGM permet d'évaluer simplement et rapidement les risques d'un bien localisé soit par son adresse soit par le numéro de sa parcelle.
Certaines parties du territoire communal sont susceptibles d’être affectées par le risque d’inondation par débordement de cours d'eau, notamment la Saune. La commune a été reconnue en état de catastrophe naturelle au titre des dommages causés par les inondations et coulées de boue survenues en 1982, 1992, 1993, 1996, 1999, 2000, 2009, 2015 et 2018,.

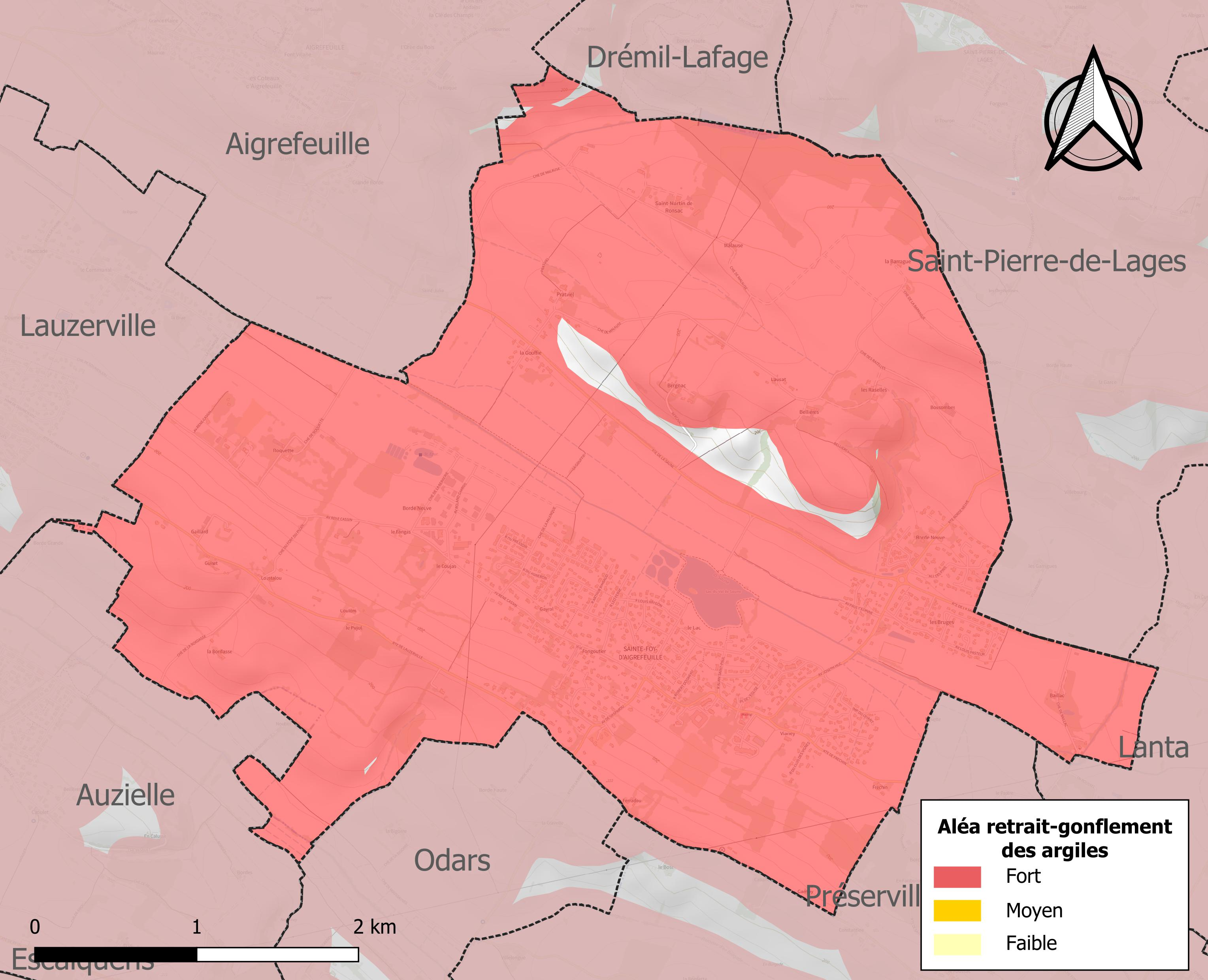
Carte des zones d'aléa retrait-gonflement des sols argileux de Sainte-Foy-d'Aigrefeuille.

Le retrait-gonflement des sols argileux est susceptible d'engendrer des dommages importants aux bâtiments en cas d’alternance de périodes de sécheresse et de pluie. 97,8 % de la superficie communale est en aléa moyen ou fort (88,8 % au niveau départemental et 48,5 % au niveau national). Sur les 682 bâtiments dénombrés sur la commune en 2019, 682 sont en aléa moyen ou fort, soit 100 %, à comparer aux 98 % au niveau départemental et 54 % au niveau national. Une cartographie de l'exposition du territoire national au retrait gonflement des sols argileux est disponible sur le site du BRGM,.
Par ailleurs, afin de mieux appréhender le risque d’affaissement de terrain, l'inventaire national des cavités souterraines permet de localiser celles situées sur la commune.
Concernant les mouvements de terrains, la commune a été reconnue en état de catastrophe naturelle au titre des dommages causés par la sécheresse en 1990, 1998, 2002, 2003, 2011 et 2017 et par des mouvements de terrain en 1999.

## Toponymie
- Sainte Foy, martyre décapitée à Agen en 303, est la sainte dont le culte commença à Conques. Aigrefeuille est la forme francisée de l'occitan agrifuelh, houx, issu du bas latin acrifolia.

Aigrefeuille : Forme féminine, sans doute issue du pluriel acrifolia issu du bas latin acrifolium (cf. italien agrifoglio, houx), a vu sa finale se confondre avec le produit de folia, pluriel de folium, « feuille », et subit cette influence dans la francisation du toponyme. L'ancien occitan agrefól, mod. grefuèlh signifie précisément houx. Le nom d'aigrefeuille pour « houx » existe aussi sous cette forme à l'extrême sud du domaine d'oïl, mais est inconnu au nord, où seul prévaut le nom d'origine germanique : houx.
Durant la Révolution, la commune de Sainte-Foy-d'Aigrefeuille porte le nom de L'Unité.

C’est en 1834 que les trois petites communes de Sainte-Foy-d'Aigrefeuille (121 habitants en 1931), Saint-Martin-de-Ronsac (120 habitants en 1931) et Le Puyol (172 habitants en 1931) ont été réunies en une seule dont le chef-lieu a été fixé à Sainte-Foy.
- Ronsac, nom de domaine gallo-romain en -acum.

Ses habitants sont appelés les Saint-Foyens.

## Histoire
Santa-Fe-de-Grefuèlh, village occitan du Lauragais
Lorsque les Romains découvrirent Sainte-Foy et décidèrent d’y installer une communauté, nous ignorons quel nom ils lui donnèrent, mais nous pouvons l’imaginer.
Souvent, les domaines gallo-romains portaient le nom du propriétaire de la « villa » (grande ferme, domaine) suivi du suffixe « acum » comme, par exemple, « Auriacum » (le domaine d’Aureus) qui a donné « Auriac » ou « Albiacum » (le domaine d’Albius) qui a donné «Albiac».
Le nom de « Sainte-Foy », ou plutôt Sancta-Fides (forme latine) ou Santa-Fe (forme occitane) semble être apparu vers le XIe siècle lorsque le seigneur du Bousquet (intégré de nos jours à St-Pierre-de-Lages) bénéficia d’un des miracles de Sainte-Foy. «Aigrefeuille» vient du latin « acrifolium », le houx, (Sainte-Foy était entouré de bois remplis de houx), qui donna « grefuèlh » en occitan. Le nom de Sainte-Foy était donc « Santa-Fé de Grefuèlh » et ses habitants étaient « les Fidésians ».
La famille seigneuriale de Sainte-Foy est citée dans les textes pour la première fois en 1189. Au XIIIe siècle, elle soutint la cause cathare et Pons de Sainte-Foy fut diacre du Lantarès.
A la même époque eut lieu la bataille du fort du Pujol, aujourd’hui disparu. Il semble qu’après la victoire finale des croisés, la famille de Sainte-Foy ait perdu sa seigneurerie au profit de la 
baronnie de Lanta et du seigneur de Villèle (intégré de nos jours à Préserville) qui se la partagèrent.
Au XVIe siècle, l’un des seigneurs est Pierre-Louis de Paulo, issu d’une grande famille parlementaire du Lauragais. En 1536, le village compte « 33 feux » (33 familles). A cette époque la région est très riche grâce à la culture du pastel. Lorsque l’indigo vint gravement le concurrencer, sa culture fut abandonnée, au profit de celle des céréales.
A la même période, la région est en proie à de graves troubles dus au conflit entre catholiques et protestants. Le baron Hunauld de Lanta, capitoul et sympathisant de la nouvelle religion, sera pendu au cours de la répression.
Le XVIIe siècle et le début du XVIIIe siècle furent marqués par de terribles épidémies de peste, des inondations, des famines et des hivers extrêmement rigoureux qui firent de très nombreuses 
victimes.
Un marché se tenait à Sainte-Foy tous les samedis ainsi que quatre foires par an, en janvier, avril, août et octobre (pour la Ste Foy) au XVIIIe siècle.

## Politique et administration

### Administration municipale
Le nombre d'habitants au recensement de 2017 étant compris entre 1 500 habitants et 2 499 habitants, le nombre de membres du conseil municipal pour l'élection de 2020 est de dix neuf,.

### Rattachements administratifs et électoraux
Commune faisant partie de la troisième circonscription de la Haute-Garonne, de la communauté de communes des Terres du Lauragais et du canton d'Escalquens (avant le redécoupage départemental de 2014, Sainte-Foy-d'Aigrefeuille faisait partie de l'ex-canton de Lanta et avant le 1er janvier 2017, de la communauté de communes Cœur Lauragais).

### Liste des maires

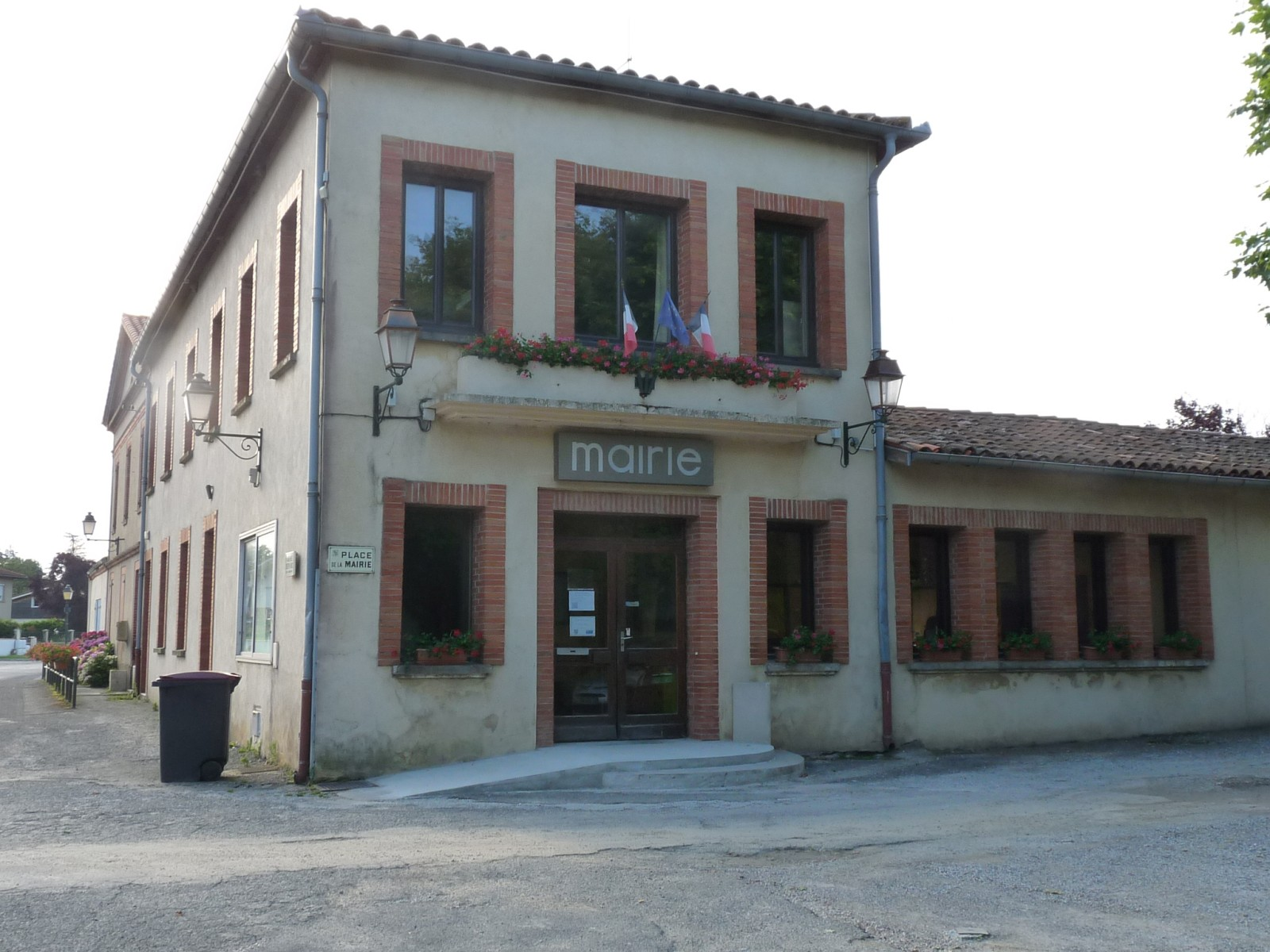
La mairie.

| Période                                  | Période   | Identité      | Étiquette | Qualité                                                                    |
| ---------------------------------------- | --------- | ------------- | --------- | -------------------------------------------------------------------------- |
| Les données manquantes sont à compléter. |           |               |           |                                                                            |
| 1890                                     | 1926      | Louis Huc     |           | Chevalier de la Légion d’honneur (1925)                                    |
| Les données manquantes sont à compléter. |           |               |           |                                                                            |
| 1944                                     | 1947      | Joseph Huc    | Rad.      | Fils de Louis Huc                                                          |
| Les données manquantes sont à compléter. |           |               |           |                                                                            |
| mars 1977                                | mars 2001 | Pierre Sicre  | PRG       | Exploitant agricole Conseiller général de Lanta (1979 → 1998)              |
| mars 2001                                | En cours  | Daniel Ruffat | PS        | Retraité de la fonction publique Conseiller général de Lanta (1998 → 2015) |

## Population et société

### Démographie
L'évolution du nombre d'habitants est connue à travers les recensements de la population effectués dans la commune depuis 1793. Pour les communes de moins de 10 000 habitants, une enquête de recensement portant sur toute la population est réalisée tous les cinq ans, les populations de référence des années intermédiaires étant quant à elles estimées par interpolation ou extrapolation. Pour la commune, le premier recensement exhaustif entrant dans le cadre du nouveau dispositif a été réalisé en 2008.

En 2022, la commune comptait 2 512 habitants, en évolution de +27 % par rapport à 2016 (Haute-Garonne : +8,02 %, France hors Mayotte : +2,11 %).
| 1793 | 1800 | 1806 | 1821 | 1831 | 1836 | 1841 | 1846 | 1851 |
| ---- | ---- | ---- | ---- | ---- | ---- | ---- | ---- | ---- |
| 99   | 79   | 103  | 100  | 121  | 430  | 460  | 431  | 440  |

| 1856 | 1861 | 1866 | 1872 | 1876 | 1881 | 1886 | 1891 | 1896 |
| ---- | ---- | ---- | ---- | ---- | ---- | ---- | ---- | ---- |
| 464  | 437  | 437  | 427  | 427  | 360  | 345  | 348  | 308  |

| 1901 | 1906 | 1911 | 1921 | 1926 | 1931 | 1936 | 1946 | 1954 |
| ---- | ---- | ---- | ---- | ---- | ---- | ---- | ---- | ---- |
| 292  | 277  | 256  | 233  | 251  | 250  | 253  | 243  | 236  |

| 1962 | 1968 | 1975 | 1982 | 1990 | 1999  | 2006  | 2008  | 2013  |
| ---- | ---- | ---- | ---- | ---- | ----- | ----- | ----- | ----- |
| 249  | 280  | 272  | 322  | 688  | 1 631 | 1 886 | 1 960 | 2 001 |

| 2018  | 2022  | - | - | - | - | - | - | - |
| ----- | ----- | - | - | - | - | - | - | - |
| 2 045 | 2 512 | - | - | - | - | - | - | - |

| selon la population municipale des années : | 1968 | 1975 | 1982 | 1990 | 1999 | 2006 | 2009 | 2013 |
| Rang de la commune dans le département      | 237  | 308  | 232  | 160  | 97   | 98   | 103  | 104  |
| Nombre de communes du département           | 592  | 582  | 586  | 588  | 588  | 588  | 589  | 589  |

### Enseignement
Sainte-Foy-d'Aigrefeuille fait partie de l'académie de Toulouse.
L'éducation est assurée sur la commune par l'école maternelle et par le primaire au groupe scolaire "Anne Frank". Le collège "Les Rousillous" est situé sur la commune de Saint-Pierre-de-Lages.

### Culture et festivité
Comité des fêtes, école de musique,

### Activités sportives
- Football,
- tennis,
- pétanque,
- randonnée pédestre,
- Danse de salon, zumba, rock, salsa grâce à l'association Rock'n'Co : http://rocknco31.blogspot.com

## Économie

### Revenus
En 2018  (données Insee publiées en septembre 2021), la commune compte 856 ménages fiscaux, regroupant 2 303 personnes. La médiane du revenu disponible par unité de consommation est de 28 990 € (23 140 € dans le département). 74 % des ménages fiscaux sont imposés (55,3 % dans le département).

### Emploi
|                | 2008  | 2013  | 2018  |
| -------------- | ----- | ----- | ----- |
| Commune        | 3,1 % | 3,9 % | 4,5 % |
| Département    | 7,7 % | 9,6 % | 9,3 % |
| France entière | 8,3 % | 10 %  | 10 %  |

En 2018, la population âgée de 15 à 64 ans s'élève à 1 368 personnes, parmi lesquelles on compte 79,8 % d'actifs (75,4 % ayant un emploi et 4,5 % de chômeurs) et 20,2 % d'inactifs,. Depuis 2008, le taux de chômage communal (au sens du recensement) des 15-64 ans est inférieur à celui de la France et du département.
La commune fait partie de la couronne de l'aire d'attraction de Toulouse, du fait qu'au moins 15 % des actifs travaillent dans le pôle,. Elle compte 636 emplois en 2018, contre 664 en 2013 et 454 en 2008. Le nombre d'actifs ayant un emploi résidant dans la commune est de 1 041, soit un indicateur de concentration d'emploi de 61,1 % et un taux d'activité parmi les 15 ans ou plus de 66,7 %.
Sur ces 1 041 actifs de 15 ans ou plus ayant un emploi, 134 travaillent dans la commune, soit 13 % des habitants. Pour se rendre au travail, 92,5 % des habitants utilisent un véhicule personnel ou de fonction à quatre roues, 2,1 % les transports en commun, 2,1 % s'y rendent en deux-roues, à vélo ou à pied et 3,4 % n'ont pas besoin de transport (travail au domicile).

### Activités hors agriculture

#### Secteurs d'activités
172 établissements sont implantés  à Sainte-Foy-d'Aigrefeuille au 31 décembre 2019. Le tableau ci-dessous en détaille le nombre par secteur d'activité et compare les ratios avec ceux du département,.
| Secteur d'activité                                                                                        | Commune | Commune | Département |
| Secteur d'activité                                                                                        | Nombre  | %       | %           |
| --- | ------- | ------- | ----------- |
| Ensemble                                                                                                  | 172     | 100 %   | (100 %)     |
| Industrie manufacturière, industries extractives et autres                                                | 14      | 8,1 %   | (5,7 %)     |
| Construction                                                                                              | 21      | 12,2 %  | (12 %)      |
| Commerce de gros et de détail, transports, hébergement et restauration                                    | 35      | 20,3 %  | (25,9 %)    |
| Information et communication                                                                              | 9       | 5,2 %   | (4,1 %)     |
| Activités financières et d'assurance                                                                      | 5       | 2,9 %   | (3,8 %)     |
| Activités immobilières                                                                                    | 4       | 2,3 %   | (4,2 %)     |
| Activités spécialisées, scientifiques et techniques et activités de services administratifs et de soutien | 35      | 20,3 %  | (19,8 %)    |
| Administration publique, enseignement, santé humaine et action sociale                                    | 37      | 21,5 %  | (16,6 %)    |
| Autres activités de services                                                                              | 12      | 7 %     | (7,9 %)     |

Le secteur de l'administration publique, l'enseignement, la santé humaine et l'action sociale est prépondérant sur la commune puisqu'il représente 21,5 % du nombre total d'établissements de la commune (37 sur les 172 entreprises implantées  à Sainte-Foy-d'Aigrefeuille), contre 16,6 % au niveau départemental.

#### Entreprises et commerces
Les cinq entreprises ayant leur siège social sur le territoire communal qui génèrent le plus de chiffre d'affaires en 2020 sont : 
- Latesys, ingénierie, études techniques (43 813 k€)
- La Cocagne, hébergement médicalisé pour personnes âgées (4 170 k€)
- Empreinte, autre imprimerie (labeur) (4 101 k€)
- Figurine Collector, vente à distance sur catalogue spécialisé (3 364 k€)
- Cirtem, ingénierie, études techniques (2 564 k€)

### Agriculture
La commune est dans le Lauragais, une petite région agricole occupant le nord-est du département de la Haute-Garonne, dont les coteaux portent des grandes cultures en sec avec une dominante blé dur et tournesol. En 2020, l'orientation technico-économique de l'agriculture  sur la commune est la culture de céréales et/ou d'oléoprotéagineuses.
|               | 1988 | 2000 | 2010 | 2020 |
| ------------- | ---- | ---- | ---- | ---- |
| Exploitations | 18   | 16   | 17   | 14   |
| SAU (ha)      | 538  | 540  | nd   | 588  |

Le nombre d'exploitations agricoles en activité et ayant leur siège dans la commune est passé de 18 lors du recensement agricole de 1988  à 16 en 2000 puis à 17 en 2010 et enfin à 14 en 2020, soit une baisse de 22 % en 32 ans. Le même mouvement est observé à l'échelle du département qui a perdu pendant cette période 57 % de ses exploitations,. La surface agricole utilisée sur la commune a quant à elle augmenté, passant de 538 ha en 1988 à 588 ha en 2020. Parallèlement la surface agricole utilisée moyenne par exploitation a augmenté, passant de 30 à 42 ha.

## Culture locale et patrimoine

### Lieux et monuments
- L'église paroissiale Sainte-Foy.
- Le lac de Sainte-Foy-d'Aigrefeuille attire beaucoup de promeneurs le dimanche. Il s'agit d'un lac artificiel : lors de la construction de la rocade est de Toulouse, le maire de Sainte-Foy de l'époque, Pierre Sicre, a accepté que le constructeur y vienne prendre des terres qui devaient servir de remblai à la rocade actuelle. En contrepartie, il devait aménager un plan d'eau sur cette zone souvent inondée.
- Piste de BMX, de VTT alternatif et de trail située aux alentours du lac.
- Château de Saint-Martin de Ronsac probablement construit en 1838. Son parc a été décoré en 1853 d'éléments provenant de la manufacture Virebent[42].

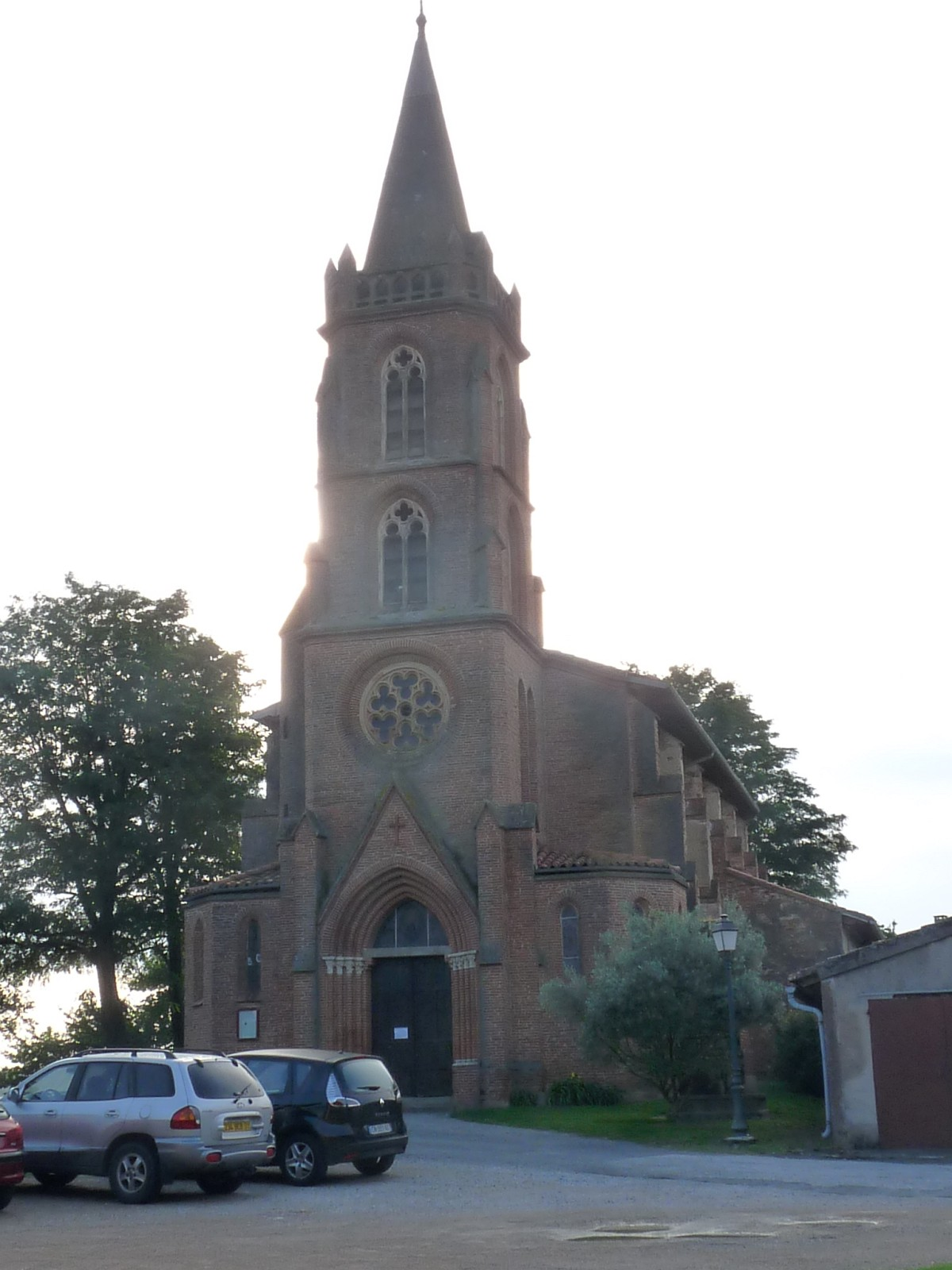
L'église Sainte-Foy
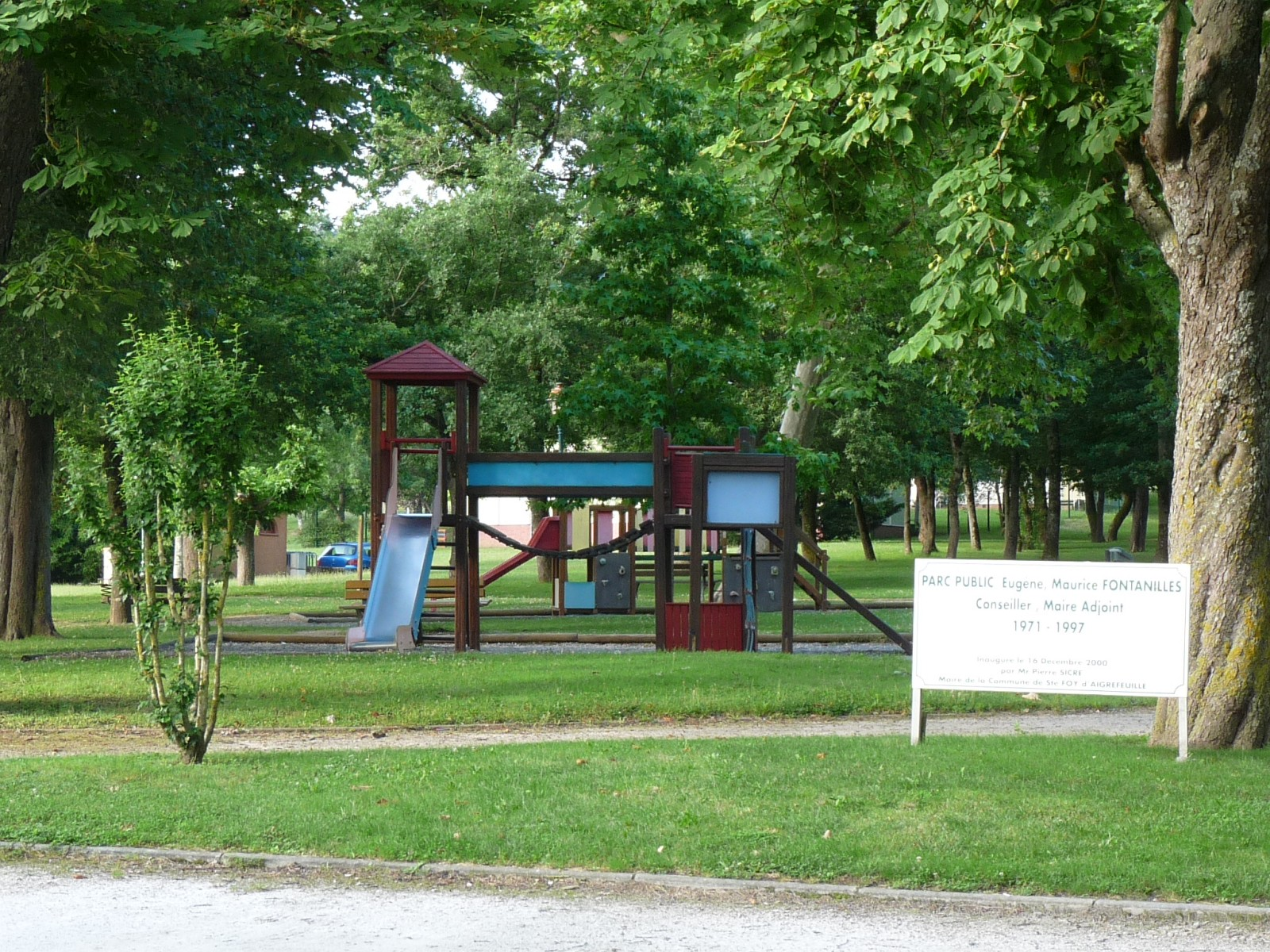
Le parc Eugène-Maurice Fontanille
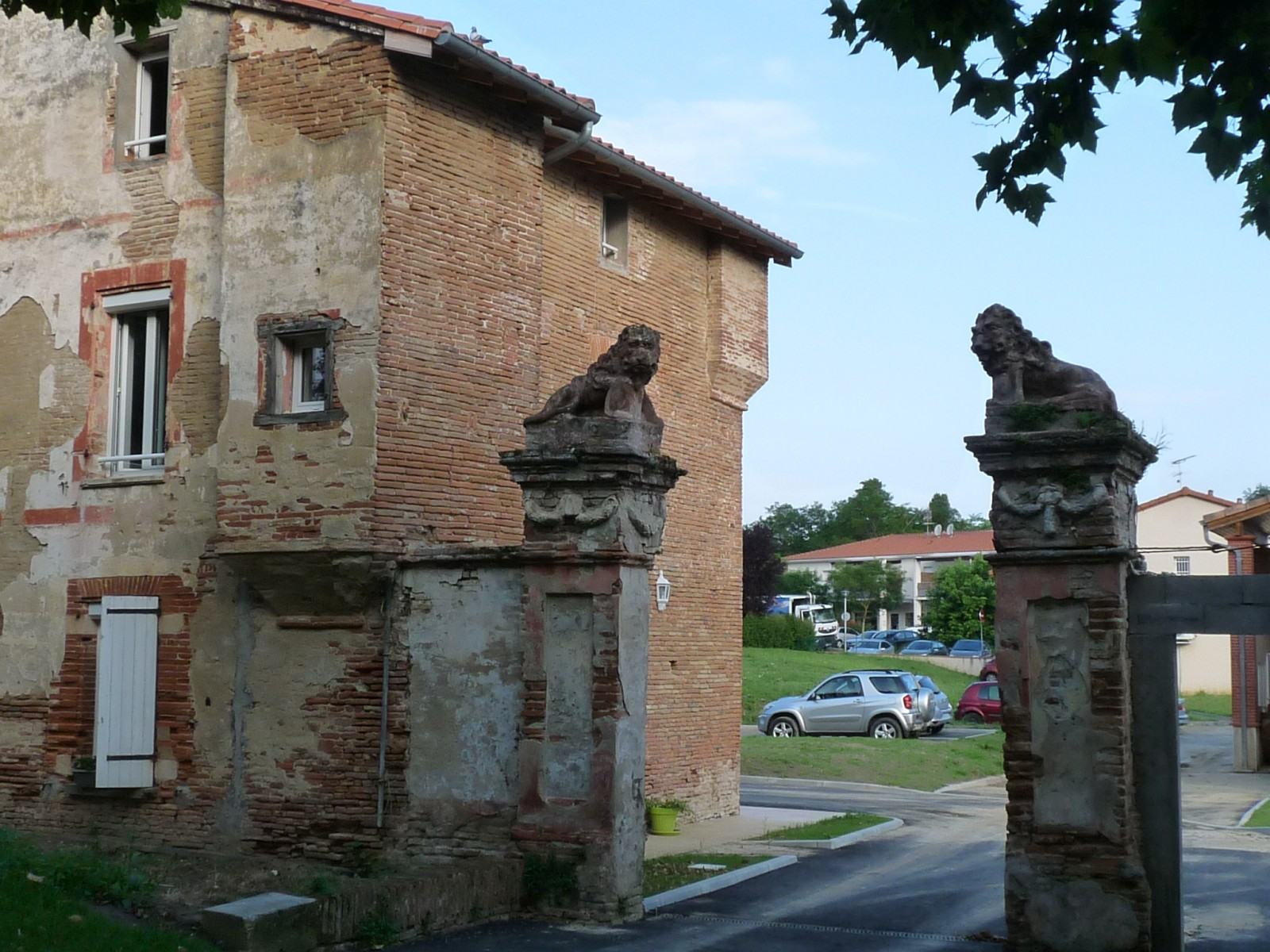
Portail de l'ancien château

### Héraldique
| Blason de Sainte-Foy-d'Aigrefeuille | Blason  | Taillé, au premier d’argent à la croix cléchée et pommetée de douze pièces de sable remplie de gueules, au second d’argent à la branche de houx de sinople fruitée de gueules, le trait du taillé et les bords de l'écu chargé d'un filet de sinople. |
| Blason de Sainte-Foy-d'Aigrefeuille | Détails | Le statut officiel du blason reste à déterminer. |

## Pour approfondir